# Ojos de Agua (Chalatenango)
Ojos de Agua è un comune del dipartimento di Chalatenango, in El Salvador.